# Emilio Mola
Emilio Mola Vidal (Placetas (Villa Clara), 9 juni 1887 – Alcocero de Mola (Burgos), 3 juni 1937) was een Spaanse militair wiens staatsgreep in 1936 de Spaanse Burgeroorlog in gang zette. Hij is bekend geworden door het gebruik van het begrip "vijfde colonne".

## Leven
Mola was de zoon van een legerofficier Emilio Mola Lopéz (Barcelona, 13 november 1853) Ramona Vidal Caro () die was gestationeerd in Cuba, in die tijd een Spaanse kolonie. Op 20-jarige leeftijd sloot hij zich aan bij de infanterie. Hij bezocht de krijgsschool in Toledo en vocht in de koloniale oorlog van Spanje in Marokko, waar hij de Medalla Militar Individual kreeg.
Hij was een intelligent man, die uitgebreide recensies schreef over militaire zaken. Hij was populair en in 1927 werd hij gepromoveerd tot brigade-generaal bij het Spaanse leger. In 1930 werd Mola bevorderd tot hoofd van de Spaanse "Nationale Veiligheid". Van toen af kwam hij steeds meer in aanvaring met socialisten en communisten. Nadien werd hij bevelhebber in Marokko. In februari 1936 werd hij terug naar Spanje gehaald na de verkiezingsoverwinning van het Volksfront.
Hij organiseerde de Spaanse staatsgreep van juli 1936 waarvan José Sanjurjo y Sacanell de leider was. 
Tijdens de Spaanse Burgeroorlog had hij de leiding over het nationalistische Noordelijke Leger. Hij veroverde in een mum van tijd het noordelijke deel van Spanje in juli 1936, behoudens de kuststrook en het Baskenland.

## Dood, begrafenis en eerbetoon
Zes dagen voor zijn vijftigste verjaardag kwam hij om het leven bij een vliegtuigongeluk. Op 3 juni 1937 stortte onder slechte weersomstandigheden het vliegtuig met 6 inzittenden, waaronder generaal Mola, neer in de heuvels van Alcocero de Mola op 30 km ten noordoosten van Burgos.
Na zijn dood werd hij door generaal Franco geëerd met onderscheidingen, onder andere het grootkruis van de Orde van de Heilige Ferdinand en in 1948 de titel hertog van Mola, de hoogste adelstand (de Grandeza). Ook een monument bij Alcocero de Mola en talrijke vernoemingen van straatnamen en pleinen. Zijn zoon Emilio Mola y Bascón en zijn kleinzoon Emilio Mola y Pérez de Laborda (vanaf 2009) erfden de titel.
Ingevolge de uitvoering van de wet de Ley de Memoria Histórica (Wet op de historische herinnering) uit 2007 zijn de meeste van de namen en verwijzingen uit het openbare gebied verwijderd.
Hij werd begraven op de begraafplaats Cementerio San Jose in de wijk Berichitos van Pamplona in 1937 en in 1961 bijgezet in de crypte van Monumento a los Caídos (Pamplona), ten gevolge van de wet werden de stoffelijke resten in 2016 opgegraven gecremeerd en overgedragen aan de rechthebbenden.

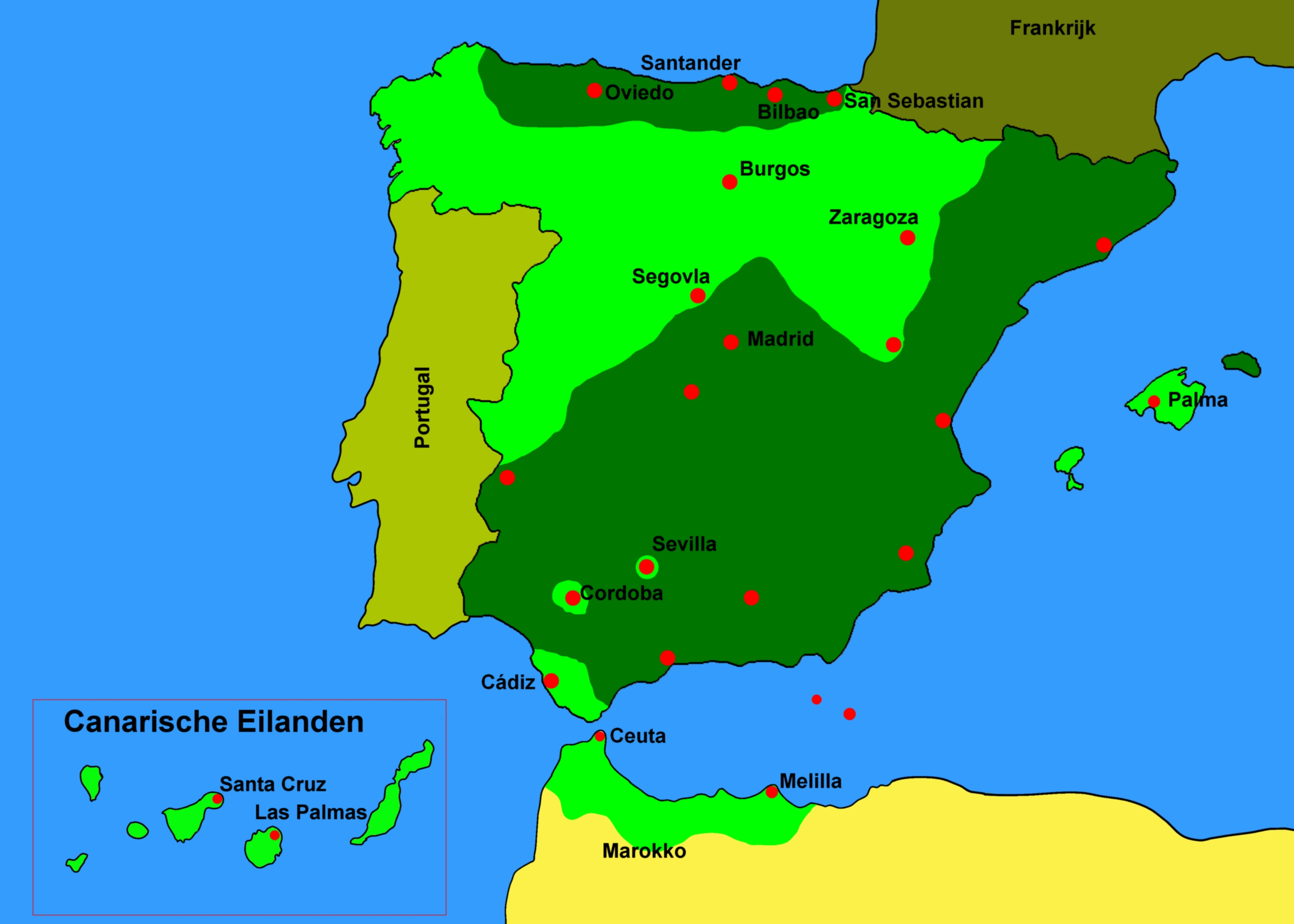
Gebieden onder controle van de nationalisten bij de dood van Mola.
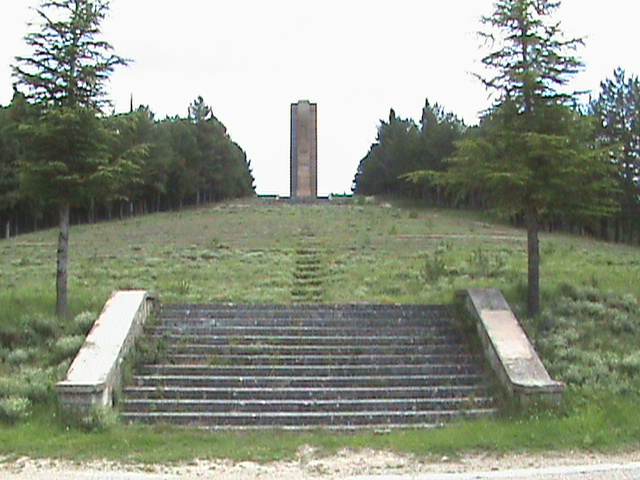
Monumento al general Mola.
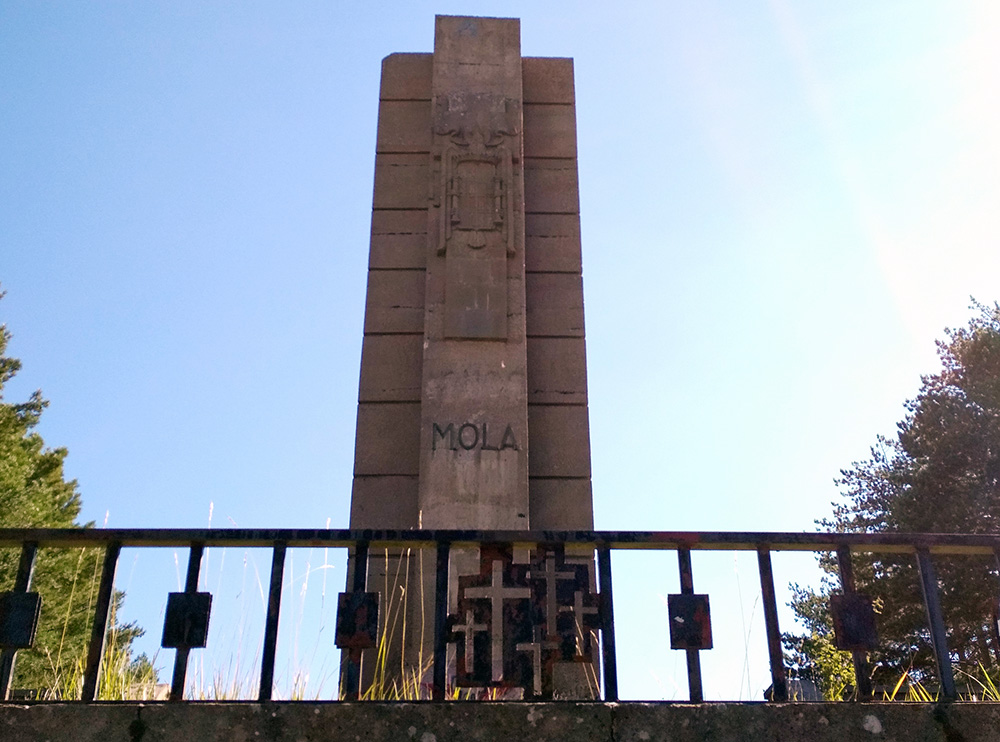
Monumento al general Mola op 2,5 km ten zuiden van het plaatsje Alcocero de Mola (Weg nr. 09258, Castil de Peones, Burgos, Spanje, N 42 27 4.7, W 3 21 37.9).
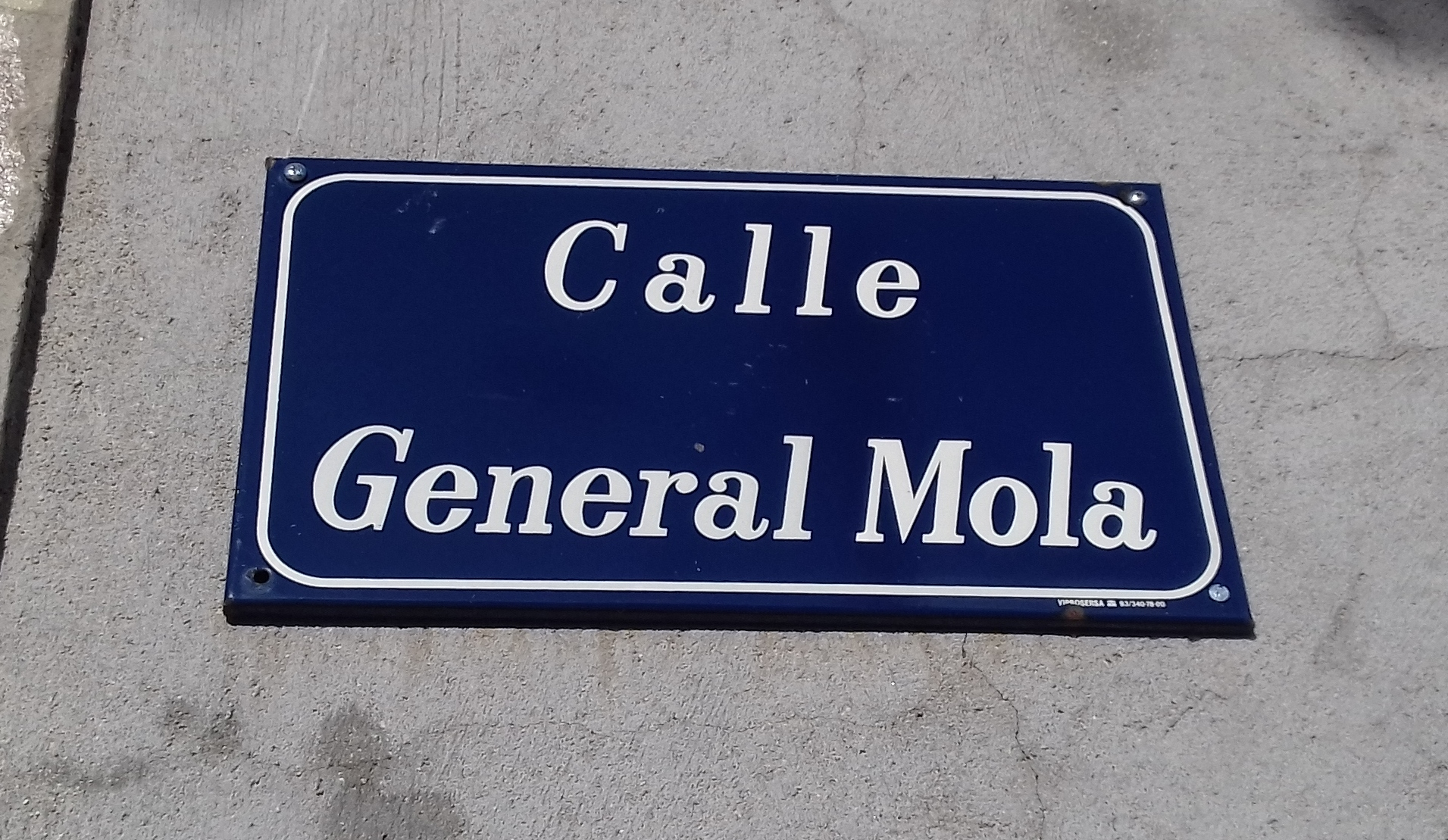
Placa rúa General Mola Villaveza de Valverde, in 2022 was dit bord er nog(https://goo.gl/maps/ck8Xb4sJaWqdpRKv6).
Wapenschild van de hertogen van Mola
Wapenschild Ducado de Mola.